# Podgórze Karkonoskie
Podgórze Karkonoskie (cz. Krkonošské podhůří, 332.39) – według podziału fizycznogeograficznego Jerzego Kondrackiego mezoregion wchodzący w skład Sudetów Zachodnich. Obejmuje najbardziej na południe wysuniętą ich część. Leży całkowicie w Czechach, na południe od Karkonoszy. Jego powierzchnia wynosi 1247 km². Najwyższym wzniesieniem jest Hejlov (835 m n.p.m.) w części o nazwie Vysocká hornatina. Leży w dorzeczu Łaby i jej dopływów – Úpy i Izery. Zbudowana jest ze skał osadowych – piaskowców, zlepieńców i skał wulkanicznych – porfirów, melafirów i ich tufów, pochodzących z górnego karbonu i dolnego permu.
Graniczy z Grzbietem Jesztiedzko-Kozakowskim (czes. Ještědsko-kozákovský hřbet), Górami Izerskimi (czes. Jizerské hory), Karkonoszami (czes. Krkonoše), Wyżyną Broumowską (czes. Broumovská vrchovina), Pogórzem Orlickim (czes. Podorlická pahorkatina), Pogórzem Jiczyńskim (czes. Jičínská pahorkatina).

## Podział Podgórza Karkonoskiego
- Železnobrodská vrchovina
  - Bozkovská vrchovina
  - Rychnovská kotlina
  - Vysocká hornatina

- Podkrkonošská pahorkatina
  - Lomnická vrchovina
  - Staropacká vrchovina
  - Novopacká vrchovina
  - Hostinská pahorkatina
  - Trutnovská pahorkatina
  - Mladobucká vrchovina
  - Vlčická kotlina
  - Rtyňská brázda

- Zvičinsko-kocléřovský hřbet
  - Zvičinský hřbet
  - Kocléřovský hřbet